# つがる (列車)
つがるは、東日本旅客鉄道（JR東日本）が秋田駅 - 青森駅間で運行している特急列車である。
本項では現行の特急「つがる」と、2024年（令和6年）3月16日より運転されている速達タイプの「スーパーつがる」および、2002年（平成14年）12月1日から2010年（平成22年）12月3日まで、かつて八戸駅 - 青森駅・弘前駅間で運転された同名の特急列車、および奥羽本線秋田駅 - 青森駅間の昼行優等列車について述べる。

## 概要
「つがる」の愛称は当初、2002年12月1日の東北新幹線盛岡駅 - 八戸駅間延伸開業に伴い新設された八戸駅 - 青森駅・弘前駅間の特急列車として起用されたものであるが、2010年12月4日のダイヤ改正で東北新幹線が新青森駅まで延伸開業したことにより、従来の「つがる」は全列車が廃止された。
一方、同改正では羽越・奥羽本線内の特急の再編が行われ、特急「いなほ」のうち、新潟駅 - 青森駅間で運行されていた1往復の秋田駅 - 青森駅間を分離し、同区間を走行する特急「かもしか」3往復と統合した。この際、新愛称として「つがる」が転用され、現在に至っている。
列車名は青森市を含めた青森県西部の郡名および地域名に由来している。2002年に行われた八戸駅 - 函館駅間の特急列車名称（のちの「スーパー白鳥・白鳥」）の一般公募で票数2位を獲得しており、「新幹線と青森・弘前等の都市を結ぶ列車にふさわしい」として、別途八戸駅 - 青森駅・弘前駅間特急を設定するにあたって起用された。

## 運行概況
2024年3月16日のダイヤ改正以降、「つがる」2往復と「スーパーつがる」1往復の3往復が運行されている。
2016年3月25日までは5往復（うち1往復は毎日運転の臨時列車扱い）が設定されていたが、利用実態を踏まえ、2往復が普通・快速列車へ格下げとなった。
このほか2010年12月4日から2014年3月14日まで、大館駅 - 青森駅間のみ運転の列車が毎日運転ながら臨時列車の扱いで2往復（51 - 54号）設定されていたが、2014年3月15日のダイヤ改正で、52・53号が快速、51・54号は普通列車（運転区間はいずれも弘前駅 - 青森駅間）にそれぞれ置き換えられて廃止された。また、大館行きの52号は、2013年3月15日まで青い森鉄道線の浅虫温泉駅発（青い森鉄道線内は快速列車）として運転された。
なお、新青森駅 - 青森駅の両駅相互間を普通車自由席に乗車する場合に限り、特急券は不要である。詳しくは特別急行券#特急料金不要の特例区間を参照のこと。
2024年3月16日のダイヤ改正より、比較的利用客が少なく乗り換え路線のない駅（八郎潟・森岳・二ツ井・碇ヶ関・浪岡）を通過する速達タイプの「スーパーつがる」が設定された。日中の上下各1本（旧つがる3･4号）が「スーパーつがる」（1･2号）に変更されたが、停車駅が変わらない「つがる」（41･43･42･44号）を合わせた運行本数は3往復で変更されていない。
なお、「スーパーつがる」の設定によってJR東日本における “スーパー” の名を冠する特急列車は、2020年3月14日のダイヤ改正で廃止された「スーパービュー踊り子」以来、4年ぶりの復活となる 。

### 停車駅
秋田駅 -（八郎潟駅）-（森岳駅）- 東能代駅 -（二ツ井駅）- 鷹ノ巣駅 - 大館駅 -（碇ケ関駅）- 大鰐温泉駅 - 弘前駅 -（浪岡駅）- 新青森駅 - 青森駅
- （ ）内の停車駅は「つがる」のみ停車。

### 使用車両・編成
E751系
（秋田総合車両センター南秋田センター所属）4両編成で運用されている。2010年12月4日のダイヤ改正で旧「つがる」が運転を終了したのち定期運用から離脱していたが、2011年4月23日から4両編成に短縮・方向転換されて新たな「つがる」として運用に復帰し、2016年3月26日以降すべての列車が本系列で運行されている。

#### 過去の使用車両

##### 485系
（青森車両センター所属）4両編成が使用されていた。E751系の運用が所定となったのちも、毎日運転のものを含む臨時列車やE751系の代走でしばしば運用されたが、2016年3月26日のダイヤ改正による減便に伴い運用を終了した。なお、臨時列車では秋田車両センター所属の旧「かもしか」用の編成を使用したこともあった。

##### 789系
つがる6号にのみ使用されていた。北海道旅客鉄道（JR北海道）に所属。2006年3月18日ダイヤ改正以降、特急「スーパー白鳥」の間合い運用として6号（青森駅→八戸駅、延長運転で弘前駅発着となる場合あり）のみに充当されていた。2010年12月4日ダイヤ改正にて、つがるの運転区間変更によって運用終了をした。

##### 785系
2010年改正直前に増結用として先行使用された。

## 奥羽本線秋田駅 - 青森駅間昼行優等列車概要

### 準急「白鳥」・「岩木」、急行「岩木」
1960年12月28日に秋田駅 - 青森駅 - 鮫駅間で準急列車として「白鳥」が運転を開始し、ビジネス列車として秋田駅以北の都市間輸送を使命としていた。キハ55系などによる4両編成で運転されていたが、このうち2両は地元の利用債によって完成したものであった。こののち、日本海縦貫線で特急列車の運転の計画が持ち上がって列車名が「白鳥」に転用されることが決まると、秋田駅 - 鮫駅間の「白鳥」は、1961年9月15日に「岩木」に改称された。
「岩木」に改称されると同時に運転区間は秋田駅 - 青森駅間に変更されたが、青函連絡船との接続もなく、1965年10月に「むつ」に統合されて廃止された。
列車名の由来は、「白鳥」は国の天然記念物で青森県東津軽郡平内町の浅所海岸に飛来するハクチョウ、「岩木」は青森県弘前市および鰺ヶ沢町にある岩木山である。

### 急行「むつ」
「むつ」は1963年10月に仙台駅 - 青森駅間で運転を開始した急行列車であるが、1965年10月に準急「岩木」を統合して仙台駅 - 青森駅 - 秋田駅間の運転に変更された。しかし、大半の利用客は青森駅で入れ替わり、奥羽本線での運転距離は200kmに満たないことから、青森駅 - 秋田駅間は準急列車として運転され、1966年3月に全区間急行列車になった。その後、1968年10月には仙台駅 - 青森駅間は「くりこま」に系統分割され、「むつ」は青森駅 - 秋田駅間の運転に改められた。
1970年10月と1982年11月にそれぞれ1往復が増発されて最大3往復が運転されていたが、1985年3月に奥羽本線の特急網の整備によりほかの列車に統合されて1往復に削減されたまま特急列車化され、1986年11月まで運転された。
列車名の由来は青森県・岩手県・宮城県・福島県と秋田県の一部の旧国名である陸奥国で、特急「むつ」のヘッドマークは岩木山と名産のリンゴがアレンジされたものであった。
奥羽線（秋田駅～青森駅）停車駅（停車列車・時期により異なる）
秋田駅 - 土崎駅 - 追分駅 - 大久保駅 - 八郎潟駅 - 【鹿渡駅】 - 森岳駅 - 東能代駅 - 二ツ井駅 - 鷹ノ巣駅 - 早口駅 - 大館駅 - 碇ケ関駅 - 大鰐駅（現在の大鰐温泉駅） - 弘前駅 - 川部駅 - 浪岡駅 - 青森駅
- 【　】は急行停車駅

### 特急「かもしか」
「かもしか」は、1997年3月に特急列車として秋田駅 - 青森駅間で運転を開始した。盛岡駅 - 秋田駅・青森駅間で運転していた特急「たざわ」が、秋田新幹線の建設により、秋田駅 - 青森駅間に運転区間が短縮されて列車名を変更したもので、秋田新幹線開業後は秋田駅で新幹線と接続し、秋田県北部、青森県津軽地方を結ぶ役割を担っていた。
なお、2010年12月4日の東北新幹線新青森駅延伸開業によるダイヤ改正で、秋田駅 - 青森駅間の特急列車は「つがる」に統一され、「かもしか」は廃止された。
列車名は、沿線近隣にある白神山地に生息するカモシカが由来となっており、イラストマークには「原生林のカモシカ」が描かれていた。
運行形態

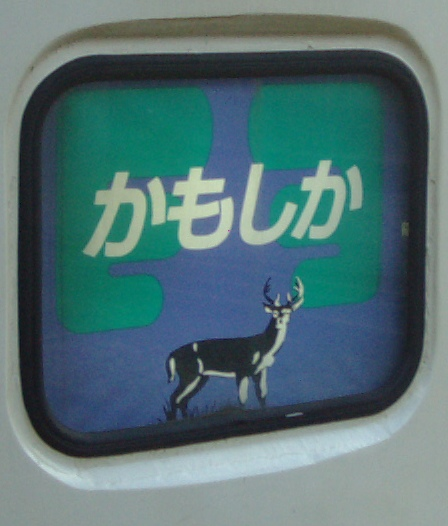
かもしか号のヘッドマーク。
（2004年3月19日）

2010年12月3日廃止時で、3往復が運行されていた。
また車内には、「こまち」との連絡列車として車内販売が乗務していた時期もあった。
停車駅
秋田駅 - 八郎潟駅 - 森岳駅 - 東能代駅 - 二ツ井駅 - 鷹ノ巣駅 - 大館駅 - 碇ケ関駅 - 大鰐温泉駅 - 弘前駅 - 青森駅
- 1997年 - 2002年までは早口駅にも停車していた。

使用車両・編成
定期列車は基本的にすべて秋田車両センター（現・秋田総合車両センター南秋田センター）所属の485系電車を使用し、485系電車としては最短の3両編成で運行された。
これらは「たざわ」で使用されていた編成を3両編成に短縮したもので、1997年末からはホワイトボディをベースにブルーとピンクの帯を配した専用塗色に塗色変更が行われ、1999年までには全編成の塗り替えが完了した。
通常は、1日に3両編成2本が使用されていたが、繁盛期には3両編成を2編成連結した6両編成で運転されることがあった。
また繁忙期には583系電車も使用される場合があった。2003年・2004年には同センター所属の9両編成で運転されたが、老朽化が激しく2005年以降は繁忙期も運用に就いていなかった。2007年から2010年は4年連続で1月1日に2・3号が583系で運転された。これは上野駅 - 青森駅間運転の臨時特急「ふるさとゴロンと」で使用した編成が青森車両センターに駐泊する期間の間合いを利用したものである。2007年は仙台車両センター所属車両が使用されたが、これは秋田所属編成が全般検査に入っていて使用できなかったためである。

### 特急「つがる」（2010年12月3日以前）
2002年12月1日の東北新幹線八戸駅開業にあたって「はつかり」・「スーパーはつかり」の青森駅発着列車を引き継ぎ、一部列車を弘前駅へ延長する形で設定された。また、八戸駅では東北新幹線の「はやて」に接続するダイヤを組んでいた。「スーパーはつかり」を踏襲し、E751系充当の一部列車では八戸駅 - 青森駅間において130km/hでの運転も実施した。

#### 運転区間

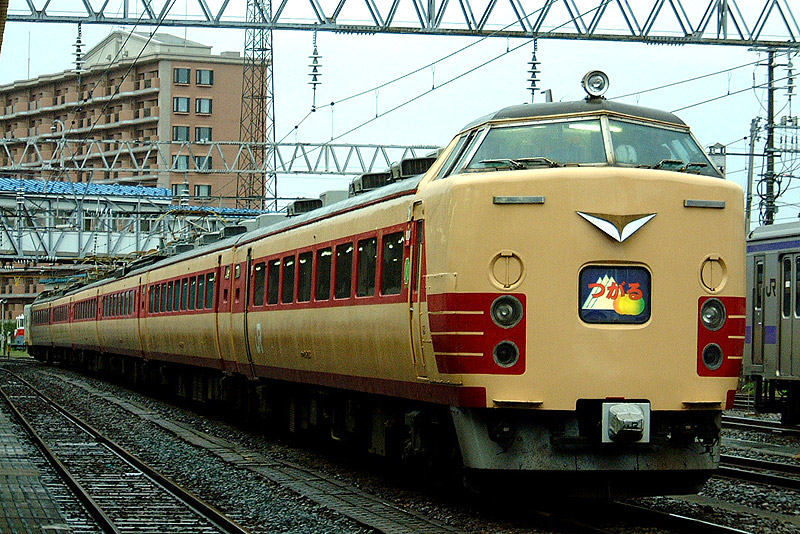
485系
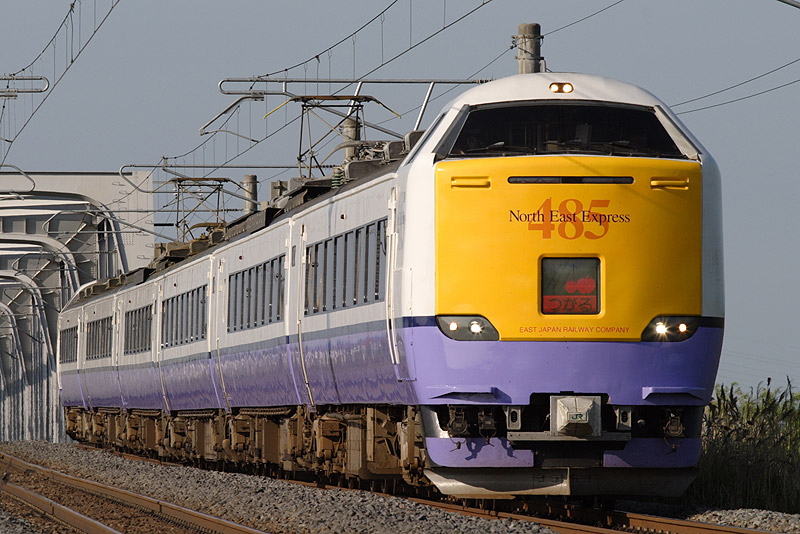
485系3000番台
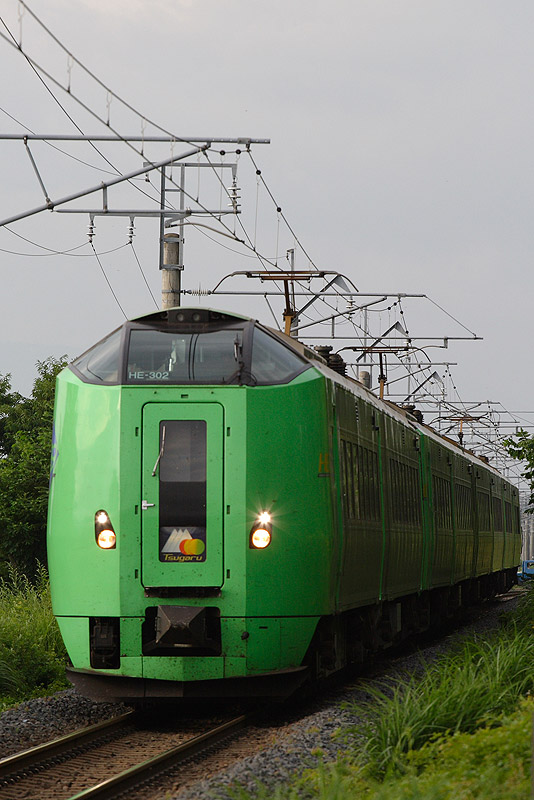
789系0番台

2010年12月3日の東北新幹線新青森駅開業前日時点で、八戸駅 - 弘前駅間で下り6本と上り5本が、八戸駅 - 青森駅間で3往復が運転されていた。
このうち、青森駅 - 八戸駅間運転の6号は当初弘前駅 - 青森駅間での運転であったが、後年は土曜日を中心に弘前駅 → 青森駅間を延長運転とする扱いとしていた。
また、青森ねぶた・弘前ねぷた期間中には、「つがる」29号（2003年 - 2005年は25号）が観光客輸送のために弘前駅 → 秋田駅間を臨時列車として延長運転していた。
停車駅
八戸駅 - （三沢駅） - （野辺地駅） - （浅虫温泉駅） - 青森駅 - （浪岡駅） - 弘前駅
- （　）は一部列車のみ停車。

使用車両
E751系電車（青森車両センター→現・盛岡車両センター青森派出所）
6両編成で運用されていた。

485系電車（青森車両センター→現・盛岡車両センター青森派出所）
原則として3000番台のみが運用されており、定期列車では下りは17・27・31号、上りは16号に充当されていた。基本的に6両で運行されたが、8両編成へ増結される場合もあった。
また、E751系の予備車が少ないことや、増結が不可能であることから、同形式の代走に用いられることがあったが、原則として代走する列車は最高速度120km/hの485系で運行することを念頭に置いた運行ダイヤに固定されていた。
ただし、E751系が検査などで2本が運用に入れない場合、E751系固定列車にも485系が充当され、本来130km/h運転を実施する八戸駅 - 青森駅間で約10分の遅れが発生した。
このほか、臨時列車などで国鉄色の編成が2006年3月18日ダイヤ改正まで用いられた。
789系電車（函館運輸所）
北海道旅客鉄道（JR北海道）に所属。2006年3月18日ダイヤ改正以降、特急「スーパー白鳥」の間合い運用として6号（青森駅→八戸駅、延長運転で弘前駅発着となる場合あり）のみに充当されていた。当時はE751系・485系が方向転換を行う前であったため、本車充当列車のみグリーン車の位置が異なっていた。本系列も基本的に6両編成で運行されたが、増結により8両となる場合があった。また、785系電車（789系の増結用）が2010年12月のダイヤ改正直前に使用された。
- 485系
- 485系3000番台
- 789系0番台

## 奥羽本線秋田駅 - 青森駅間昼行優等列車沿革

### 昭和から秋田新幹線開業前まで
- 1960年（昭和35年）12月28日：秋田駅 - 青森駅 - 鮫駅間で準急「白鳥」が運転開始。
- 1961年（昭和36年）9月15日：「白鳥」の名称を大阪駅 - 青森駅間運転の特別急行列車の名称に変更。この際に、青森駅で系統分離を行い、秋田駅 - 青森駅間に「岩木」の名称を与えられる。
- 1965年（昭和40年）10月1日：「岩木」が仙台駅 - 青森駅間の急行「むつ」に統合され、「むつ」は仙台駅 - 青森駅 - 秋田駅間の運転になる。
- 1968年（昭和43年）10月：「むつ」の運転区間が秋田駅 - 青森駅間に短縮される。
- 1972年（昭和47年）10月1日：「むつ」が1往復増発され、2往復になる。
- 1982年（昭和57年）11月15日：「むつ」が1往復増発され、3往復になる。
- 1985年（昭和60年）3月14日：急行「むつ」3往復について以下のように変更。
  - 下り1本、上り2本は盛岡駅 - 秋田駅間運転のエル特急「たざわ」を青森駅まで延長する形で、下り1本は山形発特急「つばさ1号」を青森駅まで延長する形でそれぞれ格上げ編入[注 6][32][33]。
  - 1往復は特急列車に格上げ。
- 1986年（昭和61年）11月1日：特急「むつ」1往復廃止[16]。「むつ」の名称は定期特急としては1年8か月で消滅した。また、秋田駅 - 陸中花輪駅間で急行「よねしろ」が運転開始。
  - もともと「よねしろ」の名称は1985年まで花輪線経由で秋田駅 - 盛岡駅間を運転していた急行列車の名称であった。なお、秋田駅 - 大館駅間のみ急行として運転していた。
- 1988年（昭和63年）3月13日：「たざわ」に東能代駅発着列車を1往復設定。
- 1993年（平成5年）12月1日：「たざわ」の1往復の青森駅乗り入れを終了。また、奥羽本線経由で秋田駅 - 大館駅・青森駅間に快速列車「しらかみ」を設定し、別途、五能線五所川原駅・弘前駅 - 青森駅間運転の快速「岩木」を秋田駅・大館駅・弘前駅 - 青森駅間に変更し、電車化した快速列車「いわき」が運転開始[34]。
- 1996年（平成8年）3月30日：秋田新幹線工事（改軌）に伴う、1年間の田沢湖線全線運休のため、「たざわ」は盛岡 - 秋田間の運行を終了（「秋田リレー」で代替）し、秋田駅 - 青森駅間2往復のみの運行となる[18]。

### 秋田新幹線開業後
- 1997年（平成9年）3月22日：秋田新幹線開業に伴い、「たざわ」の残存区間を特急「かもしか」に改称。快速「しらかみ」は「しらゆき」に改称[18][19][20]。
- 1999年（平成11年）12月4日：「かもしか」の自由席が3号車（禁煙車）から1号車の半室（禁煙車）と2号車（喫煙車）になる。「しらゆき」は青森駅行き列車の廃止で秋田駅 - 東能代駅・大館駅間の運行となる。
- 2001年（平成13年）3月3日：大阪駅 - 青森駅間の特急「白鳥」が廃止。特急「いなほ」の青森行きのダイヤを従来の「白鳥」のものに変更。従来「いなほ」として運行されていたダイヤの秋田駅以北を「かもしか」に分離・編入し「かもしか」は3往復となる[35]。
- 2002年（平成14年）12月1日：東北新幹線盛岡駅 - 八戸駅間開業によるダイヤ改正により、次のように変更。
  - 八戸駅 - 青森駅・弘前駅間で「つがる」が運転開始[31]。
    - 盛岡駅 - 青森駅・函館駅間の「はつかり」「スーパーはつかり」、青森－函館駅間の快速「海峡」の廃止・再編・運転区間延長によるもの。このほか、八戸駅・青森駅 - 函館駅間列車を、特急「白鳥」「スーパー白鳥」として設定。

  - 「かもしか」の全列車が碇ケ関駅に停車、同時に1往復停車していた早口駅は全列車通過になる。
  - 急行「よねしろ」を愛称なしの快速列車に廃止・格下げ。
  - 快速の「しらゆき」「いわき」の名称を廃止。
- 2003年（平成15年）8月2日：2002年まで青森駅 - 秋田駅間で運転されていた臨時特急「ねぶた」を受け継ぐ形で、「つがる」25号が弘前駅 - 秋田駅間で延長運転。以後、2010年夏季まで毎年8月2日 - 8月6日に運転。
- 2004年（平成16年）：寝台特急「あけぼの」が新潟県中越地震で運休となったため、秋田駅 - 青森駅間は「かもしか」91・92号にて代替輸送を行う。ただし、車両運用の関係で一時期気動車による全車自由席の快速列車として運転した。
- 2006年（平成18年）3月18日：同日のダイヤ改正より「つがる」上り1本（6号）が789系による運用となる。
- 2007年（平成19年）3月18日：全車禁煙になる[36]。
- 2010年（平成22年）12月4日：東北新幹線全線開通に伴うダイヤ改正により次のように変更。
  - 八戸駅 - 青森・弘前駅間特急列車としての「つがる」廃止。奥羽本線区間は快速・普通で代替。
  - 「いなほ」の秋田－青森間を分離し、「かもしか」と統合、「つがる」4往復（1-8号）として運転開始[37][22][38]。
    - 車両は青森所属の485系3000番台を4連化・方転し使用。E751系は運用を離脱。

  - 別途「つがる」は臨時列車扱いで大館駅 - 青森駅間で2往復（51-54号）設定（毎日運転）[3]。大館行きの52号は、青い森鉄道線浅虫温泉発、青い森鉄道線内快速。
  - 485系は同改正に合わせて方向転換。グリーン車位置を「スーパー白鳥」の789系と合わせる（青森方→函館・新青森方）。
- 2011年（平成23年）
  - 3月11日 - 3月14日：東北地方太平洋沖地震の影響で終日運休。
  - 4月23日：E751系が4両に短縮・方転されて運用開始[39]。485系3000番台は臨時列車・代走等で使用。
  - 8月2日 - 8月7日：秋田駅 - 青森駅間で臨時特急「ねぶたまつり」1・4号が運転される[40]。
- 2013年（平成25年）3月16日：ダイヤ改正に伴い、前日をもって毎日運転の臨時特急「つがる52号」の青い森鉄道からの直通運転を廃止。
- 2014年（平成26年）3月15日：ダイヤ改正に伴い以下のように変更。
  - 大館駅発着の臨時列車2往復を前日の運行をもって廃止。
  - 秋田駅 - 青森駅間に毎日運転の臨時列車1往復を設定（号数は定期列車と通し番号）[41]。合計で5往復（1 - 10号）となる。
    - 同改正における寝台特急「あけぼの」定期運行廃止の代替。「あけぼの」はこの区間を含む羽後本荘駅 - 青森駅間をいわゆる「ヒルネ区間」として一部寝台を座席として開放していた。
- 2016年（平成28年）3月26日：ダイヤ改正に伴い以下のように変更。
  - 利用の少ない「あけぼの」代替の臨時列車1往復含む2往復（下り1・7、上り２・10号）を削減し、3往復（1-6号）とする。
    - 代替として同時間帯に秋田駅 - 弘前駅間に新たに快速[42]・普通列車を設定[43][44]。

  - 485系が運用を離脱し、全列車をE751系で統一。
    - 同改正で青森車両センターが廃止（盛岡車両センターの派出所扱い）されたため、運用を継続するE751系は秋田車両センター（現・秋田総合車両センター南秋田センター）へ移管。
- 2018年（平成30年）3月17日：「つがる」全列車が浪岡駅への停車を開始[45]。
- 2022年（令和4年）
  - 8月9日：大雨の影響で、奥羽本線の一部区間に被害が出た事から、全列車が運休。
  - 8月17日：浪岡駅 - 新青森駅間が復旧した事から、青森駅 - 弘前駅間で運転再開。なお、弘前駅 - 秋田駅間は引き続き運休[46]。
  - 10月7日：鷹ノ巣 - 大館間の復旧により、全区間で運転再開[47]。
- 2024年（令和6年）
  - 3月16日：日中の上下各1本の停車駅を削減し、該当列車の名称を「スーパーつがる」に変更[5]。